# 圣萨万 (吉伦特省)
圣萨万（法語：Saint-Savin，法語發音：[sɛ̃ savɛ̃]）是法国吉伦特省的一个市镇，属于布莱区。

## 地理
圣萨万（45°8'19"N, 0°26'55"W）面积33.87 平方千米，位于法国新阿基坦大区吉倫特省，该省份为法国西南部沿海省份，是法國本土面积最大的省，北起滨海夏朗德省，西临大西洋，南至朗德省，东南接洛特-加龍省，东临多爾多涅省。
与圣萨万接壤的市镇（或旧市镇、城区）包括：比萨克福雷、圣马里安、锡夫拉克德布莱、圣克里斯托利-德布莱、索贡、雷尼亚克、多讷扎克、圣伊藏德苏迪亚克。

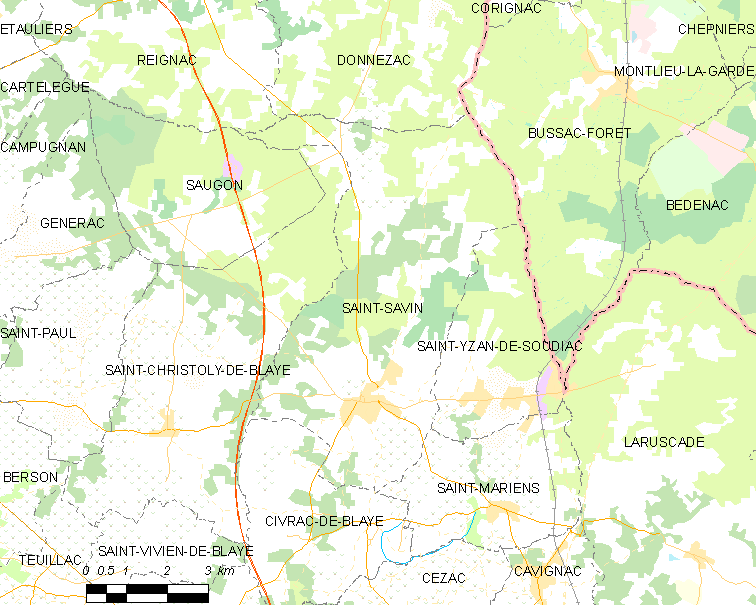
的OSM定位图

圣萨万的时区为UTC+01:00、UTC+02:00（夏令时）。

## 行政
圣萨万的邮政编码为33920，INSEE市镇编码为33473。

## 政治
圣萨万所属的省级选区为北吉伦特县。

## 人口

1962-2008年间人口变化图示

圣萨万于2022年1月1日时的人口数量为3468人。